# Episodi di Ai confini dell'Arizona (prima stagione)
La prima stagione della serie televisiva Ai confini dell'Arizona è andata in onda negli Stati Uniti dal 10 settembre 1967 al 31 marzo 1968 sulla NBC.
| nº | Titolo originale              | Titolo italiano            | Prima TV USA      | Prima TV Italia |
| -- | ----------------------------- | -------------------------- | ----------------- | --------------- |
| 1  | Destination Tucson            | Destinazione Tucson        | 10 settembre 1967 |                 |
| 2  | The arrangement               | L'accordo                  | 10 settembre 1967 |                 |
| 3  | The ghost of Chaparral        | Il fantasma di Chaparral   | 17 settembre 1967 |                 |
| 4  | Best man for the job          | L'uomo giusto              | 24 settembre 1967 |                 |
| 5  | A Quiet Day in Tucson         | Giorno di calma a Tucson   | 1º ottobre 1967   |                 |
| 6  | Young Blood                   | Un brutto scherzo          | 8 ottobre 1967    |                 |
| 7  | Shadows on the Land           | 500 capi per l'esercito    | 15 ottobre 1967   |                 |
| 8  | The Filibusteros              | Gli ambiziosi              | 22 ottobre 1967   |                 |
| 9  | The Doctor from Dodge         | Uno strano dottore         | 29 ottobre 1967   |                 |
| 10 | Sudden Country                | Chi lascia la via vecchia… | 5 novembre 1967   |                 |
| 11 | A Hanging Offense             | Legittima difesa           | 12 novembre 1967  |                 |
| 12 | The Price of Revenge          | Il prezzo della vendetta   | 19 novembre 1967  |                 |
| 13 | The Widow from Red Rock       | La vedova                  | 25 novembre 1967  |                 |
| 14 | Mark of the Turtle            | La tartaruga               | 11 dicembre 1967  |                 |
| 15 | The Terrorist                 | In nome del potere         | 17 dicembre 1967  |                 |
| 16 | The Firing Wall               | Il muro della morte        | 31 dicembre 1967  |                 |
| 17 | The Assassins                 | Gli assassini              | 7 gennaio 1968    |                 |
| 18 | Survival                      | Sopravvivenza              | 14 gennaio 1968   |                 |
| 19 | Gold Is Where You Leave It    | La miniera abbandonata     | 21 gennaio 1968   |                 |
| 20 | The Kinsman                   | L'ospite inaspettato       | 28 gennaio 1968   |                 |
| 21 | Champion of the Western World | Il campione                | 4 febbraio 1968   |                 |
| 22 | Ride the Savage Land          | Una terra selvaggia        | 11 febbraio 1968  |                 |
| 23 | Bad Day for a Thirst          | Amici o nemici?            | 18 febbraio 1968  |                 |
| 24 | Tiger by the Tail             | El Tigre                   | 25 febbraio 1968  |                 |
| 25 | The Peacemaker                | Fuoco di luna              | 3 marzo 1968      |                 |
| 26 | The Hair Hunter               | Il cacciatore di taglie    | 10 marzo 1968     |                 |
| 27 | A Joyful Noise                | In cerca di pace           | 24 marzo 1968     |                 |
| 28 | Threshold of Courage          | Il rapimento di Victoria   | 31 marzo 1968     |                 |

## Destinazione Tucson
- Titolo originale: Destination Tucson
- Prima televisiva: 10 settembre 1967
- Diretto da: William F. Claxton
- Soggetto di: David Dortort, Denne Bart Petitclerc

### Trama
- Guest star: Rico Alaniz (Ricardo), X Brands (Nock-Ay-Del), Henry Wills (tenente Ellis), Joan Caulfield (Annalee Cannon), Mike De Anda (Chavez), Jerry Summers (Ira), Ted Markland (Reno), Roberto Contreras (Pedro), Don Collier (Sam Butler), Rodolfo Acosta (), Nino Cochise (Cochise), Erin O'Donnell (Jo), Jorge Moreno (Chico), Evelyn King (Mabel)

## L'accordo
- Titolo originale: The arrangement
- Diretto da: William F. Claxton
- Soggetto di: Denne Bart Petitclerc, David Dortort

### Trama
John e Buck Cannon si recano in Messico da Don Sebastian Montoya per raggiungere un accordo che consenta loro di attraversare le rispettive terre e cooperare nella difesa contro gli Apaches. Montoya propone a John, come sigillo della trattativa e a garanzia di una reciproca fiducia, la mano della figlia Victoria. John, fresco vedovo e molto riluttante, è costretto ad accettare. Al suo rientro ad High Chaparral, John, oltre all'assedio degli indiani, deve affrontare anche la reazione rabbiosa del figlio Billy, ferito dalla notizia del matrimonio del padre con Victoria, a così poca distanza dalla morte della madre. Quando Billy viene colpito da una freccia alla schiena, durante l'attacco indiano, John esprime la sua preoccupazione e tutto il suo affetto per il figlio.
- Guest star: Nino Cochise (Cochise), Jorge Moreno (Chico), X Brands (Nock-Ay-Del), Rico Alaniz (Ricardo)

## Il fantasma di Chaparral
- Titolo originale: The ghost of Chaparral
- Diretto da: Leon Benson
- Soggetto di: Gabrielle Upton

### Trama
Victoria continua a vivere all'ombra del fantasma di Annalee, la prima moglie del marito John e soffre per l'atteggiamento scontroso, distaccato ed imperturbabile di John nei suoi confronti. Billy Blue salva un apache torturato e fatto prigioniero dagli uomini di Montoya, ma quando lo porta al ranch riceve un duro rimprovero dal severo padre che teme la reazione degli indiani, mentre Victoria manifesta al ragazzo un sincero apprezzamento per il suo gesto. Un vecchio spasimante di Victoria, Tony Grey, arriva al ranch e chiede alla donna di andare via con lui, abbandonando quel posto dimenticato da Dio, troppo pericoloso per lei. L'uccisione di due degli uomini di Montoya che avevano torturato l'indiano rischia di far saltare l'accordo con John. Montoya si presenta ad High Chaparral e, convinto che la figlia in quel posto non sia al sicuro, le ordina di tornare a casa con lui in Messico.
- Guest star: Patrick Horgan (Anthony Grey, Lord Ashbury), Joaquin Martinez (Little Cloud), Carlos Rivas (Jorge)

## L'uomo giusto
- Titolo originale: Best man for the job
- Diretto da: William F. Claxton
- Soggetto di: Richard Carr

### Trama
Tre disertori dell'esercito, assunti al ranch dei Cannon e responsabili dell'omicidio di due Apaches, vengono fatti prigionieri dagli indiani, mentre sono in fuga verso il confine. Il capitano Thomas Dabney, nel tentativo di raggiungere i disertori, prende in ostaggio alcuni Apaches, tra cui un parente di Cochise. Dabney, nonostante i ripetuti consigli di John, si rifiuta di scendere a patti con Cochise il quale minaccia di uccidere i prigionieri. John decide di affidarsi al figlio Billy Blue per risolvere la situazione, e nonostante il parere contrario di Dabney, fa consegnare a Cochise gli ostaggi di Dabney. La scelta si rivela oltre che coraggiosa, saggia.
- Guest star: Warren Stevens (capitano Thomas Dabney), Rush Williams (cowboy), Ron Hagerthy (Morgan), Steve Raines (cowboy), Nino Cochise (Cochise), Lane Bradford (Gilcher)

## A Quiet Day in Tucson
- Prima televisiva: 1º ottobre 1967
- Diretto da: William F. Claxton
- Scritto da: Michael Fessier

### Trama
- Guest star: John Milford (Hardicker), Ned Romero (Carlos), Christopher Cary (Fergus McLeish), Richard Devon (Kansas), Vaughn Taylor (Asa Simmons), Henry Wills (scagnozzo), Debra Domasin (Tina), Marie Gomez (Perlita Flores), Gene Rutherford (Bart Kellogg), Matilda Calnan (Mrs. MacLeish)

## Young Blood
- Prima televisiva: 8 ottobre 1967
- Diretto da: William F. Claxton
- Scritto da: Denne Bart Petitclerc

### Trama
- Guest star: Alex Montoya (Miguel Morales), Mike De Anda (Chavez)

## Shadows on the Land
- Prima televisiva: 15 ottobre 1967
- Diretto da: William F. Claxton
- Scritto da: Ken Pettus

### Trama
- Guest star: William Tannen (barista), James Almanzar (Soldado), Kevin Hagen (Dolph Tanner), Myron Healey (maggiore Corbett), John Pickard (Jake Coffin), Ronald Trujillo (Ramon Perez), Jan Arvan (Jacinto Perez)

## The Filibusteros
- Prima televisiva: 22 ottobre 1967
- Diretto da: Allen Reisner
- Scritto da: Pat Fielder

### Trama
- Guest star: Roger De Koven (Rudolpho), Frank Silvera (Don Sebastian Montoya), Anthony James (Harley Deever), Dan O'Herlihy (Jake Lanier), Beverly Powers (Lily), Abel Franco (sindaco)

## The Doctor from Dodge
- Prima televisiva: 29 ottobre 1967
- Diretto da: Richard Benedict
- Scritto da: Richard Sale

### Trama
- Guest star: John Davis Chandler (Kid Curry), Jack Kelly (dottore John Henry/Doc Holliday), Richard Angarola (Jacques Dubois), X Brands (Nock-Ay-Del), Erin O'Donnell (Jo), Jorge Moreno (Chico), Rico Alaniz (Ricardo)

## Sudden Country
- Prima televisiva: 5 novembre 1967
- Diretto da: Richard Sale
- Scritto da: Steven Thornley

### Trama
- Guest star: Mike Ross (barista), Jan Shepard (Megan Hallock), John Kerr (Creed Hallock), King Moody (Frank Gore), Anthony Dexter (Dave Gore), Jack James (Sandy), Henry Wills (Charlie Harmon), Robert Hernandez (Jose)

## A Hanging Offense
- Prima televisiva: 12 novembre 1967
- Diretto da: Leon Benson
- Scritto da: Mel Goldberg

### Trama
- Guest star: Ken Drake (tenente Colonel), Don Eitner (capitano Purdy), John Baer (sergente), Alan Bergmann (maggiore Anderson), Anna Navarro (ragazza indiana), Paul Fix (Cochise), Denver Pyle (generale Warren)

## The Price of Revenge
- Prima televisiva: 19 novembre 1967
- Diretto da: Leonard Horn
- Scritto da: Frank Chase

### Trama
- Guest star: Jackie Searl (impiegato), Jack James (Heavy), Bern Hoffman (barista), Ralph Meeker (Tracy Conlin), Geraldine Brooks (Fay Leyton)

## The Widow from Red Rock
- Prima televisiva: 26 novembre 1967
- Diretto da: William F. Claxton, Robert Sparr
- Scritto da: Michael Fessier

### Trama
- Guest star: Carlos Romero (Romero), I. Stanford Jolley (caposquadra), Patricia Barry (Mrs. Melanie Cawthorne), Duke Cigrang (Strobe)

## Mark of the Turtle
- Prima televisiva: 10 dicembre 1967
- Diretto da: William F. Claxton
- Scritto da: Esther Mitchell, Bob Mitchell

### Trama
- Guest star: Bill Shannon (Jake Sully), Jack James (bandito messicano), Pepe Hern (Teofilo), Robert Lansing (Marshal Virgil Packer), Anthony Caruso (El Lobo)

## The Terrorist
- Prima televisiva: 17 dicembre 1967
- Diretto da: Ralph Senensky
- Scritto da: William F. Leicester

### Trama
- Guest star: Walt La Rue (bandito), Andrew Orapeza (coltivatore), Paul Bryar (sergente Tousseau), Gil Frye (soldato), Henry Silva (Santos Castaneda), Pilar Seurat (Pilar Castaneda), Ned Romero (Rinaldo), Lalo Rios (bandito), John Cardos (bandito)

## The Firing Wall
- Prima televisiva: 31 dicembre 1967
- Diretto da: William Witney
- Scritto da: Thomas Thompson
- Soggetto di: Richard Sale

### Trama
- Guest star: Pedro Gonzales Gonzales (barista), Charles Horvath (Pedro's Cousin), Rico Alaniz (El Gato), Robert Carricart (becchino), Barbara Luna (Conchita), Fernando Lamas (El Caudillo)

## The Assassins
- Prima televisiva: 7 gennaio 1968
- Diretto da: Justus Addiss
- Scritto da: Ward Hawkins

### Trama
- Guest star: James Almanzar (Soldado), Robert Bolger (Teecha), Geoffrey Deuel (Johnny Kelso), Derrik Lewis (Kantu, figlio di Soldado), X Brands (Nock-Ay-Del)

## Survival
- Prima televisiva: 14 gennaio 1968
- Diretto da: William Witney
- Scritto da: Francis Cockrell

### Trama
- Guest star: Robert Phillips (Klosen), James Almanzar (Soldado)

## Gold Is Where You Leave It
- Prima televisiva: 21 gennaio 1968
- Diretto da: Paul Stanley
- Scritto da: Richard Sale

### Trama
- Guest star: Eddie Little Sky (Alacran), Harry Dean Stanton (Johnny Faro), Leo Gordon (Lije Driskill), Shelby Grant (Dolly), William Tannen (barista), Ted Gehring (Shorty Bleeson)

## The Kinsman
- Prima televisiva: 28 gennaio 1968
- Diretto da: Seymour Robbie
- Scritto da: Richard Carr

### Trama
- Guest star: Jackie Searl (negoziante), William Tannen (barista), Raymond Guth (stalliere), Jack Lord (Dan Brookes), William C. Watson (Mace), Rayford Barnes (Gurney)

## Champion of the Western World
- Prima televisiva: 4 febbraio 1968
- Diretto da: William F. Claxton
- Scritto da: Michael Fessier

### Trama
- Guest star: Charles H. Gray (Killian), Gene Rutherford (Bart Kellogg), Walter Brooke (Carney), Marie Gomez (Perlita Flores), George Sims (Benecia Kid), Charles Aidman (Paddy O'Bannion)

## Ride the Savage Land
- Prima televisiva: 11 febbraio 1968
- Diretto da: Richard Benedict
- Scritto da: Tim Kelly

### Trama
- Guest star: Murray MacLeod (tenente Tabor), Gregg Palmer (colonnello), Michael Keep (Tobar), George Keymas (uomo delle medicine), Claire Wilcox (Olive), Rockne Tarkington (sergente), Mary Jo Kennedy (Ann), Dennis Cross (Apache Brave)

## Bad Day for a Thirst
- Prima televisiva: 18 febbraio 1968
- Diretto da: William F. Claxton
- Scritto da: Tim Kelly

### Trama
- Guest star: Anthony Jochim (cercatore), Vince St. Cyr (capo Apache), Jose DeVega (Sourdough), John Furlong (Halliday), Dennis Safren (Saddleblanket), Adam Williams (Burton), Robert Carson (Allison)

## Tiger by the Tail
- Prima televisiva: 25 febbraio 1968
- Diretto da: Seymour Robbie
- Scritto da: Mel Goldberg

### Trama
- Guest star: Noah Keen (Travers), Ricardo Montalbán (El Tigre), Daniel Ades (Rafael)

## The Peacemaker
- Prima televisiva: 3 marzo 1968
- Diretto da: Richard Benedict
- Scritto da: John Starr Niendorff

### Trama
- Guest star: Ron Foster (tenente Corey), Paul Fix (Cochise), Victor Jory (Mr. Kelly), Barbara Hershey (Moonfire), David Renard (Prowling Dog)

## The Hair Hunter
- Prima televisiva: 10 marzo 1968
- Diretto da: Robert Gist
- Scritto da: Ken Pettus

### Trama
- Guest star: Jack James (Carlos), Kelly Thordsen (Judah Austin), Richard Evans (Chad Stoner), James Gregory (Jake Stoner), James Almanzar (Soldado)

## A Joyful Noise
- Prima televisiva: 24 marzo 1968
- Diretto da: Richard Benedict
- Scritto da: William Blinn

### Trama
- Guest star: Ramón Novarro (Padre Guillermo), Laurie Mock (Maria De Las Pinas), Penny Santon (Sorella Angelica), Angela Clarke (Sorella Luke), Robert Yuro (Ramon)

## Threshold of Courage
- Prima televisiva: 31 marzo 1968
- Diretto da: William F. Claxton
- Scritto da: William F. Leicester

### Trama
- Guest star: Charles Maxwell (Hank), Frank Puglia (Miguel), Ron Hayes (Stacey Carr), Rex Holman (Jube), Pat Hingle (Finley Carr)